# 茜拉·罗伊
茜拉·罗伊（旁遮普语，1995年10月25日—），是一名出生在阿拉伯联合酋长国迪拜的巴基斯坦跨性别女歌手、模特、选美冠军和电影演员。她首次在巴基斯坦电影界知名的原因是出演了印度宝莱坞导演维克拉姆·巴特指导的影片“萨纳克”。